# HTC Sensation
Az HTC Sensation egy okostelefon, amit a HTC 2011. május 19-én hozott kereskedelmi forgalomba.

## A készülék
A készülék Android 2.3.3 operációs rendszerrel fut. Az új generációs HTC-k közé tartozik, melyeken indításnál az aláírt HTC felirat és szlogen jelenik meg.
A cég 2011 novemberében közzétette, hogy 2012 márciusában kijön HTC Sensationre az Android 4.0 Icecream Sandwich frissítés.